# センタイ・フィルムワークス
センタイ・フィルムワークス（Sentai Filmworks, LLC）は、アメリカ合衆国のエンターテインメント会社。2008年設立。アメリカのアニメライセンス会社で海外に日本のアニメ映画などをメディアや映画館に宣伝して配給している。アニメの配給と同時の関連グッズの販売も行っている。本社はテキサス州ヒューストン、事務所はヒューストン南西部の国際地区にある。

## 概要
センタイフィルムワークスは、元々海外に「新世紀エヴァンゲリオン」を広く知れ渡るように配給した会社で海外で著名なアニメ配給会社である 『ADV Films』（ADVフィルム）『AD Vision』（ADヴィジョン）という日本のアニメ配給をしていた会社を資産売却して2008年にADV創設者ジョン・レッドフォードによって設立。
創業者のジョン・レッドフォード（1968年8月19日- ）はアメリカテキサス州のヒューストン出身で、元々はビデオゲーム好きがこうじてこの仕事に携わるようになる。アニメに関心を持ったきっかけになったのは「となりのトトロ」で、1992年にはビジネスパートナーのマット・グリーンフィールドと共に、アニメ作品に特化したADV FilmやAD Visionを設立。
その後10数年の間に新世紀エヴァンゲリオンのほかに「美少女戦士セーラームーン」、「ハローキティ」など日本でもヒットした日本製アニメを海外に配給し、2008年、センタイフィルムワークスを立ち上げる。その後日本のアニメーション作品を専門で配給しはじめ、大きく成長し続けていく。
センタイ社で著名なライセンスアニメシリーズには、「CLANNAD」、「けいおん!」、「ハイスクール・オブ・ザ・デッド」、「ノーゲーム・ノーライフ」、「中二病でも恋がしたい！」、「私がモテないのはどう考えてもお前らが悪い!」、「やはり俺の青春ラブコメはまちがっている。」、「アカメが斬る!」、「寄生獣」、「ダンジョンに出会いを求めるのは間違っているだろうか」、「ハイキュー!!、「食戟のソーマ」、「メイド・イン・アビス」から、映画では「王立宇宙軍 オネアミスの翼」、「火垂るの墓」、「獣兵衛忍風帖」、「言の葉の庭」など。
最初の配給ラインナップはクラナドの他に、「プリンセスリザレクション」、「こはるびより」、「アップルシード」、「まほろまてぃっく」（以前はジェネオンからライセンス供与していた）など同作のタイトルは当初ADV Filmsから配布されていた。2009年9月1日、ADヴィジョンは会社を清算し資産を売却。これには、配信権をSection23 Filmsに譲渡することが含まれていた。
2013年7月4日、アニメ・エキスポの業界パネルで、タツノコプロらいくつかのクラシックタイトルをリリースする計画を発表。パートナーシップからリリースされたタイトルのリストには、オリジナルの「ガッチャマン」シリーズと映画、「タイムボカン：ロイヤルリバイバル」、「新造人間キャシャーン」など、さらに多くのタイトルが続く。
他方サンライズとは、2013年8月8日のオタコンの期間中にバンダイエンタテインメントが以前にライセンスしたサンライズのライブラリからの多数のタイトルを含めて、センタイフィルムワークスとのライセンス契約を発表。
アニメのタイトルは当初、セラフィムデジタルによってローカライズ制作されていた。その後「クイーンズブレイドリベ」や「ペルソナ4」などの特定のタイトルは、NYAVポスト（NYAV Post）とバングズーム! エンタテイメントが制作している。
2014年に同社は社内のローカリゼーションおよび録音施設であるSentai Studiosを開設。
2015年6月1日にはファンコンベンション「MomoCon 2015」からほぼ1週間後、同社Webサイトから「アカメが斬る!」が TOONAMIでの放送とアダルトスイムでピックアップが発表された。
番組は2015年8月8日に放送を開始。その初回放送は80万人以上の視聴者を擁し配信史上最も視聴されたものとなる。2015年10月3日に初公開されたもう1つのライセンスされたのは「パラサイト-ザ・マキシム-」で、センタイ社では、ソーシャルメディアで2人が「#SentaiHour」として放映する時期を宣伝している。サマータイム終了後イベント、2016年11月5日午前3時の「Intruder III」第1週に、[星を追う子ども」を放映。2019年7月6日には「食戟のソーマ」がTOONAMIで放映開始された。
2017年3月、SentaiはAmazonと契約を結び、新規ライセンシーの大多数を2017年春から始まる米国のビデオオンデマンドサービスAnime StrikeとカナダのAmazonプライム・ビデオに独占的にストリーミング配信した。ただし、Primeサブスクリプションに追加して支払いが必要となることにより、サービスは2018年初頭には廃止され、サービスに限定されたすべてがAmazon Primeで無料になる。
Anime Network Onlineの廃止後、Anime NetworkまたはSentai Holdingsとは関係のない新しい会社であるHIDIVE LLCがサービスの資産を取得し、それらをHIDIVEと呼ばれる新しいストリーミングサービスにスピンオフさせた。こうしてAnime Network Onlineの以前のサブスクリプションはHIDIVEに移行されている。
センタイ社はその前身であるADヴィジョンとは対照的に、北米以外（英語圏）の市場で直接リリースはしていない。代わりに、英国のManga Entertainment、MVMエンターテインメント、Anime Limited、マッドマン・エンターテインメント、オーストラリアとニュージーランドのSiren Visual、ハナビーなどの企業にサブライセンスを供与している。
2011年、MVMはセンタイ社がシリーズを再リリースした後、「まほろまて」のライセンスを取得。「ブレイク ブレイド」、「夢喰いメリー」、「ローゼンメイデン」、「ミニスカ宇宙海賊」にも同様の手法で取得し、英国で放映した。
ラテンアメリカではCrunchyrollやAmazon Prime Videoなどの企業にサブライセンスして放映がされている。2017年7月21日からはHidiveがピックアップした映像作品と同時放送のタイトルをスペイン語とポルトガル語の字幕付きで放送。2018年3月にはメキシコの配給会社Madness Entertainmentに提供した「ノーゲーム・ノーライフ」については配布権を所有し、スペイン語吹き替え版を直接委託したことが明らかにされた。同年の3月15日にはアニメ「ありすorありす〜シスコン兄さんと双子の妹〜」のスペインとポルトガルへの配給を発表。これは同国でのアニメ放映については最初の公式発表となった。